# The Rustle of Silk
The Rustle of Silk è un film muto del 1923 diretto da Herbert Brenon. Prodotto dalla Famous Players-Lasky Corporation e distribuito dalla Paramount Pictures, aveva come interpreti Betty Compson, Conway Tearle, Cyril Chadwick, Anna Q. Nilsson, Leo White, Charles A. Stevenson, Tempe Pigott.
La sceneggiatura di Ouida Bergère e Sada Cowan si basa sull'omonimo romanzo di Cosmo Hamilton pubblicato a Boston nel 1922.

## Trama

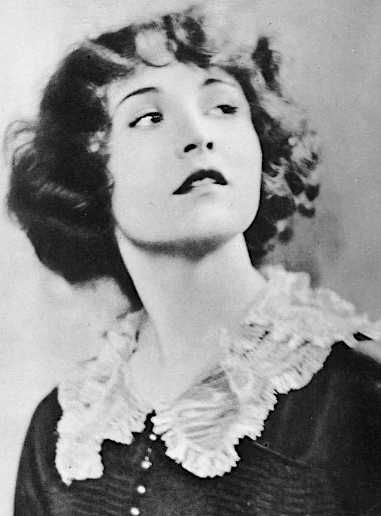
Betty Compson nel film

Lola De Breze, che ammira da tempo Arthur Fallaray, un eminente uomo politico britannico e membro del Parlamento, si fa assumere come cameriera di sua moglie, lady Feo. Quest'ultima, poco interessata alla carriera del marito, ha una relazione con Paul Chalfon, il proprietario di un giornale. Quando Fallaray, un giorno, resta ferito durante una battuta di caccia, Lola vola da lui e lady Feo scopre delle lettere - mai spedite - che la sua cameriera aveva scritto al marito. Ne parla con Chalfon che vede la possibilità di usarle per ottenere per lady Feo il divorzio da Fallaray pubblicandole. Lola confessa il suo amore a Fallaray ma gli dice anche che non vuole rovinargli la carriera e se ne torna a casa. Fallaray diventa primo ministro. Lola adesso confida nel futuro per la sua felicità.

## Produzione
Il film fu prodotto dalla Famous Players-Lasky Corporation.

## Distribuzione
Il copyright del film, richiesto dalla Famous Players-Lasky Corp., fu registrato il 25 aprile 1923 con il numero LP18924.
Distribuito dalla Paramount Pictures, il film fu presentato in prima a New York il 7 maggio 1923 uscendo poi nelle sale il 13 maggio. La Famous-Lasky Film Service distribuì il film nel Regno Unito (1 dicembre 1924), Canada e Australia. In Svezia, il film uscì il 17 marzo 1924 con il titolo När hennes dröm blev verklighet; in Finlandia, il 17 maggio 1925.  In Francia, prese il titolo Cruel sacrifice.
Non si conoscono copie ancora esistenti della pellicola che viene considerata presumibilmente perduta.